# Hendon Central (métro de Londres)
Hendon Central (en anglais : Hendon Central tube station ou Hendon Central Underground Station), est une station de la ligne Northern du métro de Londres, en zone 3 et 4 Travelcard. Elle est située sur la Queens Road, à Hendon, sur le territoire du borough londonien de Barnet, dans le Grand Londres. Son bâtiment est classé Grade II listed building.

## Situation sur le réseau
La station Hendon Central, sur la branche d'Edgware, de la ligne Northern du métro de Londres est située entre la station Colindale, en direction du terminus nord Edgware, et la station Brent Cross en direction du terminus sud Morden. Elle dispose des deux voies de la ligne qui encadrent un quai central numéroté 1 et 2.

Plans de la ligne, du métro et des transports à Londres
Ligne Northern.
Métro.
Réseaux de Londres.

## Histoire
La station Hendon Central est mise en service le 19 novembre 1923.

## Services aux voyageurs

### Accès et accueil
L'entrée principale de la station est située sur la Queens Road, à Hendon.

### Desserte
La station Hendon Central est desservie par les rames de la ligne Northern du métro de Londres circulant sur la relation Edgware - Morden (ou Kennington.

Installations et desserte
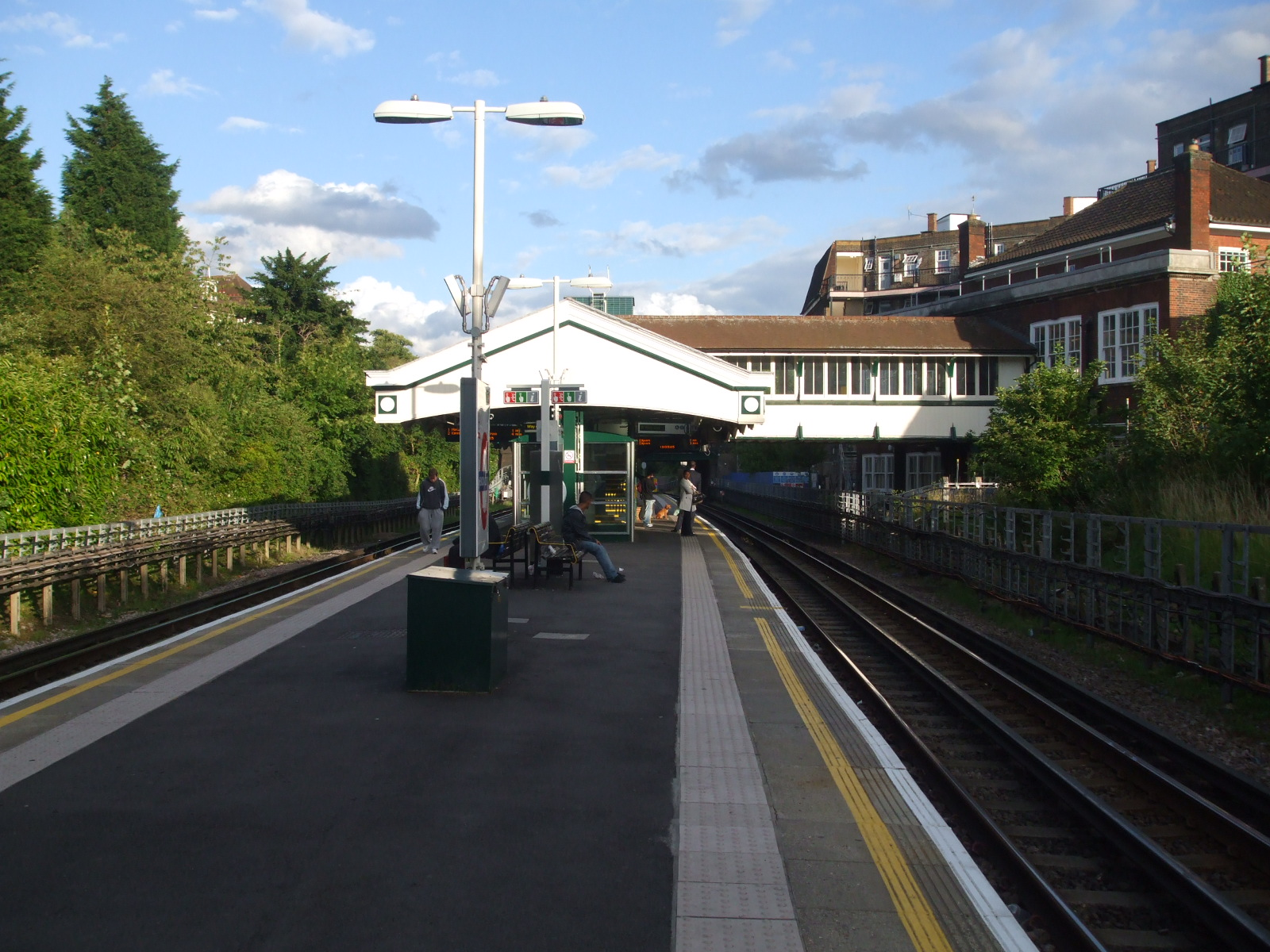
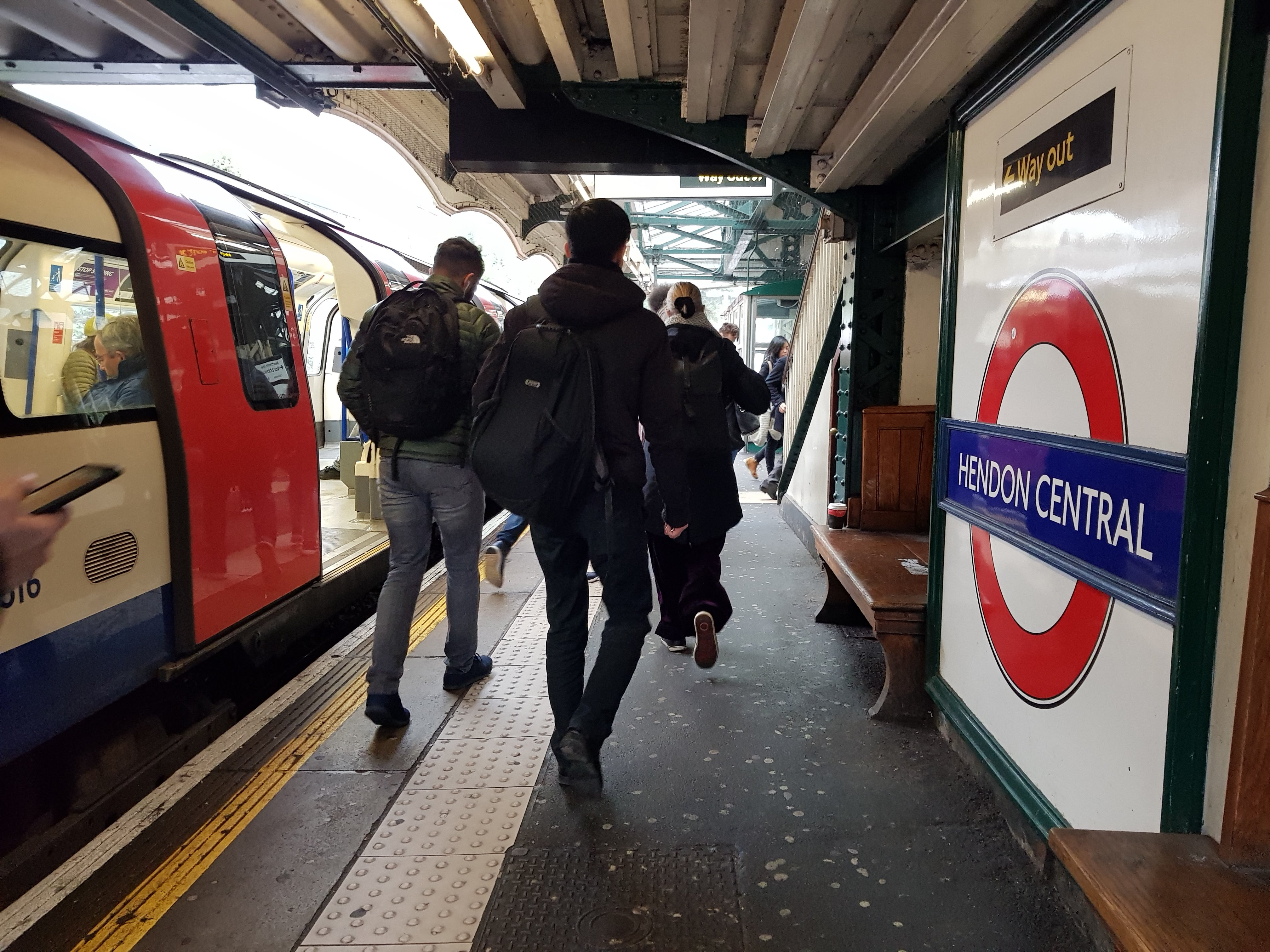
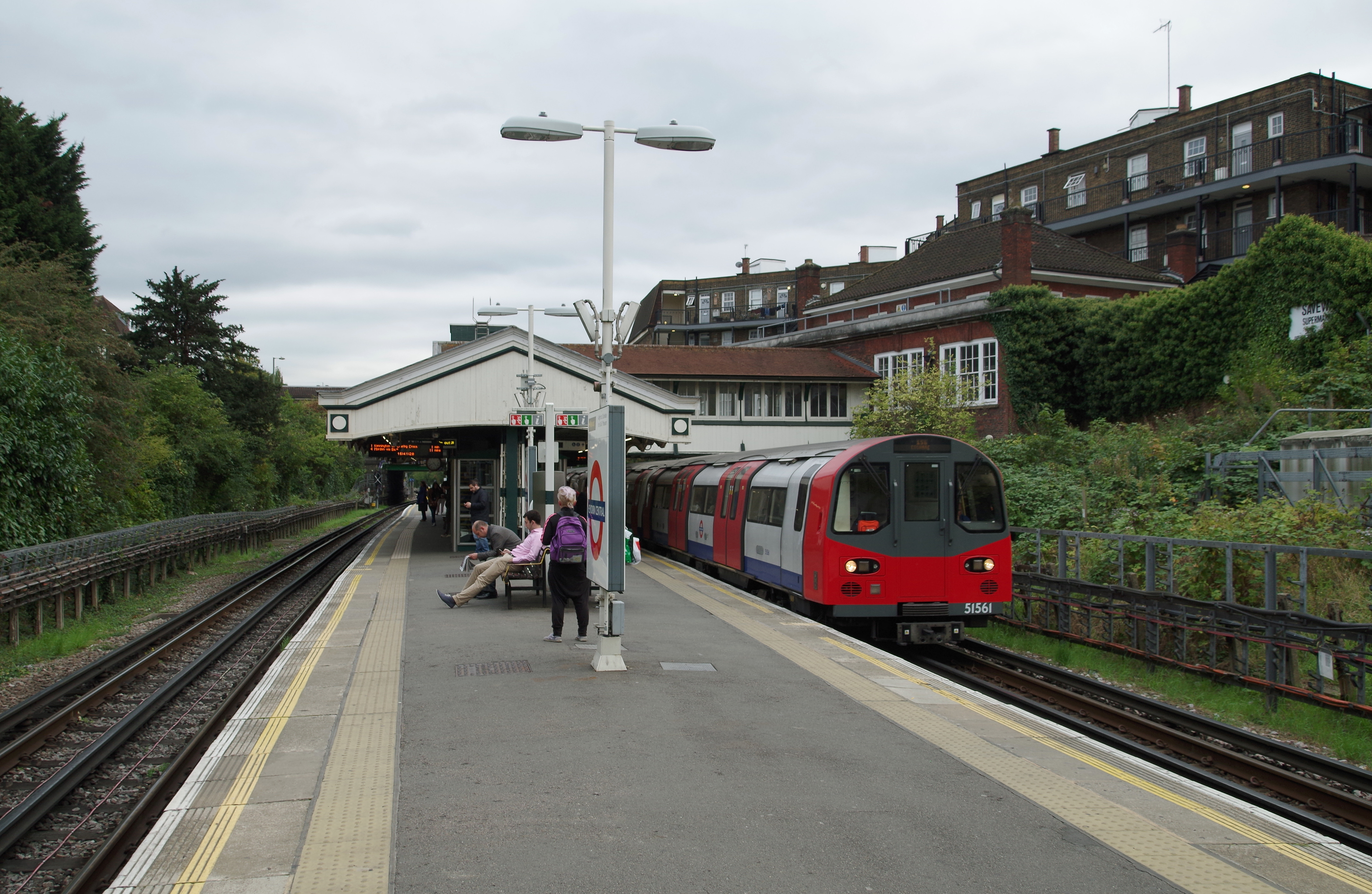

### Intermodalité
Elle est desservie par des autobus de Londres des lignes 83, N5 et N83.

## À proximité
- Hendon